# Anthophora praecox
Anthophora praecox är en biart som beskrevs av Heinrich Friese 1909. Anthophora praecox ingår i släktet pälsbin, och familjen långtungebin. Inga underarter finns listade i Catalogue of Life.